# Campo di Carne (stacja kolejowa)
Campo di Carne (wł. Stazione di Campo di Carne) – stacja kolejowa w Aprilia, w prowincji Latina, w regionie Lacjum, we Włoszech. Znajduje się na linii Albano – Nettuno.
Według klasyfikacji RFI ma kategorię srebrną.

## Połączenia
Stacja jest obsługiwana przez pociągi regionalne linii FR8.

## Linie kolejowe
- Linia Albano – Nettuno